# Macrochiron vervoorti
Macrochiron vervoorti is een eenoogkreeftjessoort uit de familie van de Macrochironidae. De wetenschappelijke naam van de soort is voor het eerst geldig gepubliceerd in 1969 door Humes & de Maria.